# Rechtspraak in Friesland
Het recht in Friesland kent een lange geschiedenis. Hieronder volgt een kort overzicht.

## Middeleeuwen
Bij de Friezen bestond het recht aanvankelijk alleen in de mondelinge overlevering. Rond het jaar 800 werd het Friese recht voor het eerst vastgelegd in de Lex Frisionum, omdat Karel de Grote een algemeen voorschrift had uitgevaardigd dat alle gewoonterechten opgetekend moesten worden. In de eeuwen daarna werd er nog meer op schrift gesteld, meestal in het Oudfries. De Friezen waren sinds Karel de Grote onderdanen van het Heilige Roomse Rijk, maar de keizer was ver weg en had amper invloed. Zijn graven slaagden er niet in om hun invloed te behouden. Ook de Hollandse graven kregen Friesland niet onder de duim. Daardoor stonden de Friezen enkel in naam onder de keizer en regelden ze in de praktijk hun eigen bestuur en rechtspraak. De tijd van de Friese Vrijheid zou tot 1498 duren.
Zowel bestuur als rechtspraak waren erg gedecentraliseerd. De meeste macht lag bij de delen, de latere grietenijen. Centrale instellingen kwamen amper tot ontwikkeling. De rechtspraak werd uitgeoefend door een grietman, geholpen door een paar gekozen inwoners, de bijzitters, die dat ambt om de beurt uitoefenden. Hoger beroep was mogelijk bij het gerecht dat gehouden werd op de landdagen van de districten (Oostergo, Westergo en Zevenwouden).
De Friese Vrijheid sneuvelde in de tweede helft van de 15e eeuw door een combinatie van interne partijstrijd en de opkomst van sterke landsheerlijke staten. Intern bestond er een voortdurende twist onder de hoofdelingen (adellijke grootgrondbezitters). Deze twist leidde tot de strijd tussen de Schieringers en Vetkopers. De Vetkopers leunden op hulp van de stad Groningen die werkte aan de opbouw van een eigen stadstaat. De Schieringers vonden ten slotte steun bij hertog Albrecht van Saksen. Albrecht wilde wel helpen, maar had ook een eigen agenda. Hij zocht een gebied voor zijn jongste zoon Hendrik.
Albrecht kon met zijn leger de Vetkopers gauw verslaan. Hij werd nog in 1498 door de keizer benoemd als gubernator en potestaat over Friesland. Ondanks zijn bevoegdheid slaagden hij en zijn opvolgers er niet in om hun gezag te vestigen. Een aanhoudende oorlog met de stad Groningen en opstanden van de Friezen waren de belangrijkste oorzaken. In 1515 verkocht zijn zoon George zijn rechten op Friesland aan keizer Karel V.

## Landsheerlijke tijd
De Saksische hertogen begonnen met de opbouw van een modern gecentraliseerd bestuursapparaat. Karel V zou met die politiek verdergaan..
Op 25 juli 1499 stelde landsheer Albrecht een Raad in voor het bestuur en de rechtspraak in zijn Friese gewesten. In de Raad hield een deel van de raadsheren zich bezig met het met het bestuur (de Bestuursraad) en een ander deel met de rechtspraak (het Hofgerecht).
Toen Karel V het bestuur overnam installeerde hij in 1515 het Hof van Friesland. Dat Hof hield haar onder leiding van de stadhouder bezig met zowel bestuur als rechtspraak. In 1527 kreeg het Hof een professionele organisatie. Niet-juristen werden amper benoemd. Omdat de stadhouder er in de praktijk niet vaak was, oefende het Hof feitelijk het dagelijks bestuur uit over het gewest. Het Hof was sinds 1571 gehuisvest in de Kanselarij. Dat gebouw staat nog altijd aan de Tweebaksmarkt in Leeuwarden.
Hoewel er op landdagen regelmatig met de Staten van Friesland overlegd werd, was de invloed van het gewest klein. De regering wilde de macht in Brussel concentreren en wilde de gewestelijke autonomie minimaliseren. De onvrede over die politiek werd uiteindelijk een van de hoofdoorzaken van de opstand die in 1580 een definitief einde zou maken aan het Habsburgse bewind.

## De periode van de Republiek
Tijdens de opstand werd door de nieuwe machthebbers in 1578 een nieuw Hof geïnstalleerd. Dat Hof verloor echter vrijwel zijn gehele bestuurlijke bevoegdheid en fungeerde enkel als rechtscollege.
Vergeleken met andere gewesten was voornamelijk de strafrechtspraak in Friesland sterk gecentraliseerd. De meeste zaken van belang werden behandeld door het Hof. Enkel kleine overtredingen werden behandeld door de Nedergerechten die in elke stad en grietenij gevestigd waren. Civiele zaken zaken werden meer door de Nedergerechten behandeld, maar er werd veel gebruikgemaakt van de mogelijkheid om in beroep te gaan bij het Hof.
Het Hof moest zijn macht delen met een paar andere rechtbanken: 
- de Senaat van de Universiteit van Franeker
- de Krijgsraad
- het Jachtgerecht
- het Admiraliteitscollege in Harlingen
- de Gedeputeerde Staten (voor de administratieve rechtspraak)

## Vanaf 1811

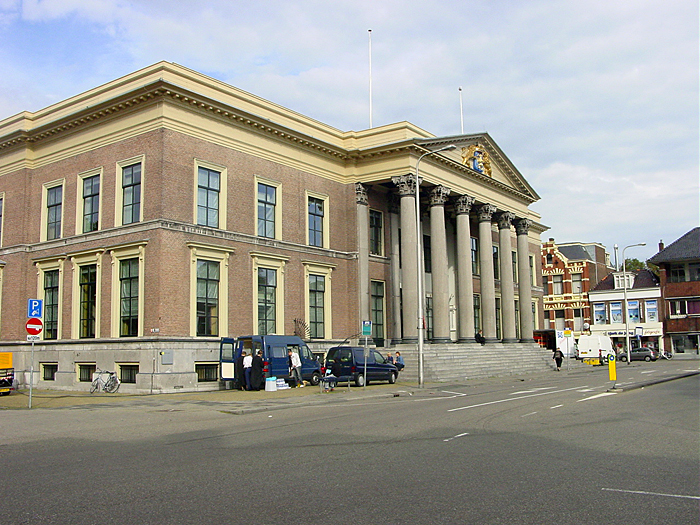
Gerechtshof in Leeuwarden

Na de inlijving bij Frankrijk werd in 1811 ook de Franse rechterlijke organisatie in Friesland ingevoerd. Het Hof van Friesland werd opgeheven en de meeste taken werden overgenomen door de Rechtbanken van Eerste Aanleg in Leeuwarden, Sneek en Heerenveen. Voor het berechten van zware misdaden kwam incidenteel het Hof van Assisen in Leeuwarden bijeen. Het Keizerlijk Gerechtshof (later de Hoge Raad) fungeerde als instantie voor beroep. Op het platteland waren er Vredegerechten en Politiegerechten.
In 1838 werd een Nederlandse rechterlijke organisatie ingevoerd. Toen ontstonden de instellingen die wij nu nog kennen: gerechtshof, arrondissementsrechtbanken en kantongerechten. De namen en de aantallen zijn echter ondertussen wat veranderd. Van de drie arrondissementsrechtbanken uit 1838 bleef enkel nog de "rechtbank" in Leeuwarden over.
Tegenwoordig heeft Friesland nog drie kantongerechten, gevestigd in Leeuwarden, Heerenveen en Sneek (zij vallen onder de rechtbank Leeuwarden). Tot 1 november 2007 was er ook een kanton in Opsterland (Beetsterzwaag). De naam "kantongerecht" is in 2002 vervallen en is aangepast tot "sector kanton van de rechtbank".
Het Gerechtshof dat aanvankelijk alleen Friesland als ressort had, breidde zijn bevoegdheid uit tot de drie noordelijke provincies.